# 朴成哲 (1991年)
朴成哲 （朝鮮語: 박성철；英語: Pak Song-Chol；1991年3月20日—），朝鮮職業足球運動員，入選過朝鮮國家青年足球隊、朝鮮國家奧運足球隊及朝鮮國家足球隊。現在效力於朝鮮足球聯賽球會4.25體育團。

## 簡歷
朴成哲在2011年首次入選朝鮮國家足球隊，參加2012年亞足聯挑戰盃預選賽，協助朝鮮取得2012年亞足聯挑戰盃席位，之後參與了2014年世界盃預選賽，後來又代表朝鮮參與2012年亞足聯挑戰盃，協助朝鮮奪得冠軍取得2015年亞洲盃足球賽決賽週資格。此前，代表朝鮮國家青年足球隊參與了2010年亞足聯U19青年錦標賽並奪得冠軍，其後參加了2011年U20世界盃足球賽。
另外，他在2012年代表朝鮮國家奧運足球隊參加2013年亞足聯U22錦標賽資格賽，協助朝鮮取得2013年亞足聯U22錦標賽席位。

## 國際賽進球
朝鮮U-23
| # | 日期          | 場地     | 對手 | 進球 | 比數 | 比賽                        |
| - | ------------- | -------- | ---- | ---- | ---- | --------------------------- |
| 1 | 2012年6月23日 | 寮國永珍 | 泰國 | 0–1  | 2–4  | 2013年亞足聯U22錦標賽資格賽 |

朝鮮U-20
| # | 日期           | 場地     | 對手   | 進球 | 比數 | 比賽                              |
| - | -------------- | -------- | ------ | ---- | ---- | --------------------------------- |
| 1 | 2009年11月1日  | 中國淄博 | 關島   | 4–1  | 11–1 | 2010年亚洲U19青年足球锦标赛预选赛 |
| 2 | 2009年11月1日  | 中國淄博 | 關島   | 8–1  | 11–1 | 2010年亚洲U19青年足球锦标赛预选赛 |
| 3 | 2009年11月3日  | 中國淄博 | 關島   | 10–1 | 11–1 | 2010年亚洲U19青年足球锦标赛预选赛 |
| 4 | 2009年11月6日  | 中國淄博 | 菲律賓 | 0–2  | 0–8  | 2010年亚洲U19青年足球锦标赛预选赛 |
| 5 | 2009年11月8日  | 中國淄博 | 緬甸   | 0–2  | 0–4  | 2010年亚洲U19青年足球锦标赛预选赛 |
| 6 | 2010年10月5日  | 中國淄博 | 伊拉克 | 3–0  | 3–0  | 2010年亞洲U19青年足球錦標賽       |
| 7 | 2010年10月7日  | 中國淄博 | 巴林   | 0–2  | 0–2  | 2010年亞洲U19青年足球錦標賽       |
| 8 | 2010年10月11日 | 中國淄博 | 中國   | 0–2  | 0–2  | 2010年亞洲U19青年足球錦標賽       |

## 榮譽

### 國家隊
朝鮮
- 亞足聯挑戰盃冠軍：2012年；

朝鮮U-20
- 亞足聯U19青年錦標賽冠軍：2010年；